# Premio Lección Conmemorativa Jiménez Díaz
El Premio Lección Conmemorativa Jiménez Díaz es un galardón que entrega anualmente la Fundación Conchita Rábago de Jiménez Díaz a personas o entidades que hayan destacado por sus contribuciones a la investigación o la práctica clínica en el campo de la medicina.

## Historia
Este galardón fue creado en 1969 por Conchita Rábago, a través de la fundación que lleva su nombre, con el objetivo de premiar a investigadores y clínicos a la vez que preservaba la memoria y obra de su esposo, el Profesor Carlos Jiménez Díaz. Financiado en su totalidad por la Fundación Conchita Rábago, el premio está dotado con una cantidad económica, un diploma y una medalla. La ceremonia de entrega del premio tiene lugar en el mes de mayo y está enmarcada en una jornada científica en la que el premiado pronuncia una conferencia.
En mayo de 1969 se otorgó el primer Premio Lección Conmemorativa Jiménez Díaz, y Severo Ochoa fue el primer galardonado. Desde entonces han recibido dicha distinción grandes figuras del mundo de la medicina y la investigación como André Cournand, Hans A. Krebs, Feodor Lynen, Francisco Vivanco, César Milstein, Francisco Grande Covián, Luc Montagnier, Antonio García Bellido, Paul Nurse, Valentín Fuster, Manuel Serrano Ríos, Joan Massagué, Juan Rodés, Francis Collins, Margarita Salas, Craig Venter, Carlos López-Otín, Antonio Damasio, Venki Ramakrishnan, Rafael Yuste y Juan Luis Arsuaga, entre otros. Entre los galardonados se encuentran Premios Nobel y Premios Príncipe de Asturias que han contribuido a elevar el prestigio internacional de este premio

## Premio
El Premio Lección Conmemorativa Jiménez Díaz consiste en una medalla de oro con la efigie de D. Carlos Jiménez Díaz, un Diploma acreditativo y un premio económico. Además, el galardonado se compromete a estar presente en la ceremonia de entrega del premio y a pronunciar una Lección Conmemorativa.

## Elección del galardonado
El Comité Ejecutivo de la Lección Conmemorativa Jiménez Díaz, formado por personalidades del mundo de la investigación y la medicina, y al que se incorporan los premiados durante 5 años, es el encargado de proponer candidatos y elegir al galardonado por votación secreta.

## Laureados con el Premio Lección Conmemorativa Jiménez Díaz
- 1969 – Severo Ochoa[2] (España). Polinucleótido-Fosforilasa y sus aplicaciones
- 1970 – André Cournand[3] (EE. UU.). Le Cathéterisme cardiaque. Evolution historique et son application en physiologie et clinique humaine
- 1971 – Hans A. Krebs[4][5] (Reino Unido). Inter-relation between the metabolism of carbohydrates, fat and ketone bodies
- 1972 – Jan Waldeström[6][7] (Suecia). Depression of one protein forming template
- 1973 – Luis Federico Leloir[8][9][10] (Argentina). Biosíntesis de glicoproteínas
- 1974 – Donald S. Fredrickson[11] (EE. UU.). Lessons about plasma lipoproteins learned from Tangier disease and other mutants
- 1975 – Feodor Lynen[12] (Alemania). Multienzyme complexes involved in the biosynthesis of polycetate compounds
- 1976 – Jean Bernard (France). L’Hematologie Géographique
- 1977 – Sune Bergström (Suecia). The prostaglandins-bioregulators with clinical and economic implications
- 1978 – Francisco Vivanco (España). Influencia del sexo y de las suprarrenales sobre la secreción de hormonas gonadales
- 1979 – Osamu Hayaishi (Japón). Indolamine 2.3-Dioxygenase. Properties and function
- 1980 – Dame Sheila Sherlock (Reino Unido). The Immunology of Liver Disease
- 1981 – César Milstein (Reino Unido). Derivación y uso de anticuerpos monoclonales
- 1982 – René Favaloro (Argentina). Cirugía de revascularización miocárdica: Análisis crítico de quince años de evolución
- 1983 – Arthur Kornberg (EE. UU.). Genetic chemistry and the future of Medicine
- 1984 – Francisco Grande Covián (España). Dieta, lipoproteínas y ateroesclerosis
- 1985 – Christian de Duve (Bégica). Lysosomes and Medicine
- 1986 – Ruth Arnon (Israel). Basic research in Immunology and its impact on the fight against disease
- 1987 – George E. Palade (EE. UU.). Control of Protein and the membrane traffic in Eukaryotic cells
- 1988 – Luc Montagnier (Francia). The strategies of the AIDS virus
- 1989 – Antonio García-Bellido (España). Análisis genético de la morfogénesis
- 1990 – Jean Dausset (Francia). L’Aventure HLA
- 1991 – Roberto J. Poljak[13] (EE. UU.). La estructura tridimensional, la especificidad y la idiotipia de los anticuerpos
- 1992 – Sir Roy Calne (Reino Unido). Liver Transplantation
- 1993 – Paul M. Nurse (Reino Unido). Eucaryotic Cell Cycle Control
- 1994 – Barry M. Brenner[14] (EE. UU.). Chronic Renal Disease: A disorder of adaptation
- 1995 – Yasutomi Nishizuka (Japón). Protein Kinase C and lipid mediators for intracellular signalling network
- 1996 – Valentín Fuster (España). Tres mecanismos de la progresión de la enfermedad coronaria y nuevas orientaciones sobre su regresión terapéutica
- 1997 – Salvador Moncada (Reino Unido). Conjeturas, bioensayo y descubrimiento
- 1998 – Manuel Serrano Ríos[15] (España). Diabetes Mellitus: epidemiología, genes y medio ambiente
- 1999 – Gerald M. Edelman[16] (EE. UU.). Displacing metaphysics: Consciousness research and the future of Neuroscience
- 2000 – Norman E. Shumway (EE. UU.). Past, present and future of thoracic organ transplantation
- 2001 – Mario R. Capecchi (EE. UU.). Gene targeting into the 21st Century
- 2002 – Mariano Barbacid (España). Genómica funcional y Cáncer
- 2003 – S.G.O. Johansson (Suecia). The discovery of IgE and impacts on allergy
- 2004 – Catherine M. Verfaille[17] (EE. UU.). Old cells can learn new tricks: mechanisms and possible applications
- 2005 – Joan Massagué (España). Sociología de nuestras células y su descontrol
- 2006 – Juan Rodés Teixidor (España). Síndrome hepatorenal
- 2007 – Francis Collins (EE. UU.). Genomics, Medicine and Society
- 2008 – Margarita Salas Falgueras (España). Replicación del ADN en virus modelo y su aplicación en medicina
- 2009 – J. Craig Venter (EE. UU.). Sequencing the Human Genome and the future of genomics
- 2010 – Carlos López-Otín (España). Cáncer y envejecimiento: nuevas claves genómicas y degradómicas
- 2011 – José M. Mato[18] (España). Metabolismo, metabolómica y el descubrimiento de nuevos biomarcadores y medicinas
- 2012 – Antonio Damasio (Portugal/EE. UU.). Feelings and Sentience
- 2013 – Manuel Serrano Marugán[19] (España). Nuevas fronteras en la reprogramación celular
- 2014 – Venkatraman Ramakrishnan (Reino Unido). Antibiotics and the ribosome, the cell's protein factory
- 2015 – Rafael Yuste (España). El proyecto BRAIN: mapeo de la conectividad neuronal y su relevancia clínica
- 2016 – Luigi Naldini[20] (Italia). Turning foes into friends: exploiting HIV for the gene therapy of inherited diseases and cancer
- 2017 – Jesús Egido de los Ríos[21] (España). Diabetes, hipertensión y enfermedad renal. La tormenta perfecta
- 2018 – Juan Carlos Izpisúa Belmonte[22] (España). Medicina Regenerativa, enfermedad y envejecimiento
- 2019 – Silvia Priori[23][24] (Italia). Genetic engineering: towards molecular medicine in cardiology
- 2021 – Juan Luis Arsuaga[25] (España). Medicina Darwinista. La enfermedad no debería existir, pero todo el mundo se muere
- 2022 – Pedro Guillén García[26] (España). La célula como medicamento. La célula, el condrocito, una oportunidad terapéutica